# 野蛮人崛起
《野蛮人崛起》（英語：Barbarians Rising，又译《蛮族崛起》）是一部在歷史頻道上播出的美國纪录片系列，介绍了罗马人与野蛮人对抗中的一系列关键性战役。本片由Chloe Leland和Michael Waterhouse監製，於2016年6月6日播放。

## 演員
- 尼可拉斯·平諾克（英语：Nicholas Pinnock） 飾 漢尼拔
- 傑佛遜·霍爾 飾 維里阿修斯
- 班·巴特（英语：Ben Batt） 飾 斯巴達克斯
- 湯姆·霍珀 飾 阿米尼烏斯
- Kirsty Mitchell（英语：Kirsty Mitchell） 飾 布狄卡
- 史帝芬·威汀頓（英语：Steven Waddington） 飾 Fritigern（英语：Fritigern）
- Gavin Drea 飾 亞拉里克
- Emil Hoștină（英语：Emil Hoștină） 飾 阿提拉
- 李察·布雷克 飾 蓋薩里克